# Řenečtí z Řeneč
Řenečtí z Řeneč byli starobylý český vladycký rod. Sídlili v obci Řenče, poprvé zmíněné koncem 14. století. 

## Historie rodu
V prvním doloženém písemném záznamu v berním rejstříku Plzeňského kraje z roku 1379 jsou Řenče popsány jako obec s několika majiteli. Byli to Blahoslav, Litold a Havel. Jeden z těchto tří vladyků mohl být otcem Zdeňka z Řeneč, jehož původ není nikde objasněn. Stejně tak není doložen jeho eventuální příbuzenský vztah ke knězi Ambrožovi z Řeneč, faráři v Újezdě u Přívětic, jenž byl dle některých domněnek Zdeňkův bratr. Zdeněk z Řeneč je zmíněn roku 1412, tj. počátkem 15. století. Zda sídlil na tvrzi v Řenčích, nebo na tvrzi v Lukavici není zcela jisté. V každém případě Řenče ve středověku patřily k významným centrům regionu. Zdeněk z Řeneč je považován za zakladatele rodu Řenečských z Řeneč. 
Zdeněk z Řeneč měl čtyři syny - Petra, Zachaře, Sudu a Lvíka.
Petr
O Petrovi z této generace je jediná zmínka (z roku 1432?).
Zachař
Existují majetkové zápisy z let 1436 a 1437, kdy císař Zikmund Lucemburský Zachařovi zapisuje mj. dvůr a ves Pučery.
Suda
Dostal společně s Lvíkem (viz níže) v zástavu ves Šlovice, a to v souvislosti s půjčkou peněz klášteru v Chotěšově. Suda jako jediný z bratrů zůstal v Řenčích, jeho potomci se nazývali Sudy Řenečskými z Řeneč. Jeho syn Petr se velmi proslavil coby nebezpečný loupežný rytíř (viz další odstavec).
Lvík
O Lvíkovi je několik zmínek. Jeden ze záznamů ze dne 25. ledna 1444 o Lvíkovi hovoří jako o pánu na Dolní Lukavici. (Lvík z Řeneč přiložil k závěti Anny z Malevic svou pečeť coby pán na Dolní Lukavici. Od té doby se jeho potomci nazývají Lukavskými z Řeneč). Poslední zmínka o Lvíkovi je k roku 1452.

#### Loupežný rytíř Petr Suda z Řeneč: první polovina 16. století
Suda z Řeneč (zmínka 1474–1481?), syn Zdeňkův (viz výše) měl jediného syna, Petra. 
Petr Suda z Řeneč, byl poprvé zmíněný kolem roku 1505. Před rokem 1520 vlastnil Řenče s tvrzí, hospodářský dvůr, dále vsi Osek, Plevnov, Kníje, část Libákovic a pusté vsi Háje a Lhoty. Byl rytíř, v erbu měl "znamení černého kůlu ve stříbrném štítu".
Stal se vyhlášeným zemským škůdcem, s pověstí vychytralého a podlého zloděje. Celá léta ovládal společně s dalšími zemany důležitou pasovskou cestu. Přepadali obchodníky, požadovali výkupné, občas kupce o vše oloupili. Ze strany šlechty nepřicházela obchodníkům a formanům žádná ochrana či pomoc, ačkoli se jí neustále dožadovali. Provoz na cestách řídl, obchodování upadalo, městům klesal příjem z poplatků, z ungeltního práva. Měšťané, kteří se už začínali vnímat jako zvláštní stav, se cítili poškozováni. Proto se města dne 9. října 1520 na poradě v Praze dohodla na společné akci proti záškodníkům, přestože takový postup odporoval zemskému právu. 
Petr Suda se uchýlil na tvrz Janovice, kterou měl v držení. Hlavní válečná výprava měšťanů proto směřovala na Janovice. Klatovští, stříbrští a plzeňští měšťané, jimž přišly další posily z Prahy, janovickou tvrz obklíčili. Vzdor jejich naprosté přesile se dobývání prodloužilo, protože Petrovi Sudovi přispěchala na pomoc šlechta, jmenovitě nejvyšší kancléř Ladislav ze Šternberka a náměstek nejvyššího purkrabí Hynek Bořita z Martinic (1470–1523). 
Nakonec byly Janovice dobyty. Petru Sudovi se ještě před jejich dobytím podařilo utéct, jeho manželka i s dětmi však byla zadržena a internována v Klatovech. Celkem bylo uvězněno šestnáct osob. Tvrz Janovice byla 23. listopadu 1520 vypálena a srovnána se zemí. 
Zástupci měst se opět sešli v Praze (6. ledna 1521) a žádali krále o vykonání spravedlnosti na uvězněných, sedm vězňů ale bylo už 11. ledna odsouzeno a popraveno, ještě než se král vyjádřil.
Následovala žaloba Petra Sudy a zemanů z dalších rozbořených tvrzí v okolí, kteří byli podporováni většinou šlechtických stavů. Města byla obviněna z veřejného násilí. Král rozeslal městům dopis, vyjádřil v něm rozhořčení nad popravami vězňů, k nimž města neměla právo bez jeho vůle přistoupit.
Dne 16. března1523 král Ludvík Jagellonský Petra Sudu ospravedlnil a jako kompenzaci za Janovice mu dal Zdechovice a další statky pod Železnými Horami. Tvrz, dvůr a ves Řenče (a další vsi) poté Petr Suda prodal Janu Markvartovi z Hrádku, hejtmanu Plzeňského kraje, prvnímu předku rodu Markvartů z Hrádku.

#### Pokračovatelé rodu: druhá polovina 16. století
Petr Suda z Řeneč měl čtyři děti. Nejstarší dostal jméno Suda, další synové pak byli Sigmund a Ludvík. Nejmladší byla dcera Johanka.
U Sigmunda, Ludvíka a Johanky nejsou uvedeni potomci. Jsou popsány, a to jen zčásti, majetkové a sociální poměry. V roce 1536 koupili Sigmund a Ludvík Podol i s vesnicemi.
Při dělení majetku v roce 1546 (viz ještě text o Sudovi, v tomto odstavci níže) dostal Sigmund Podol, kterou poté prodal. (Podíly Ludvíka a Johanky nejsou v pramenech uvedeny.) Roku 1546 byl Sigmund na Starkoči a roku 1555 hejtmanem na Kunětické hoře.
O Ludvíkovi je zmínka, že roku 1558 "seděl" (tj. sídlil) na Čijovicích.
Suda. O Sudovi zůstalo nejvíc informací. V roce 1546 při dělení majetku dostal Zdechovice u Přelouče (v roce 1558 o ně přišel, vyplatil je od něj Karel ze Žerotína). Suda poté bydlel v Heřmanově Městci. Oženil se s Dorotou z Lipan, stal se krajským radou. V roce 1565 koupil tvrz Orlici u Ústí nad Orlicí i se zápisnými vesnicemi. Tvrz přestavěl a rozšířil. Po jeho smrti Orlici spravovala Dorota z Lipan, což jej doloženo ještě v roce 1615. 

#### Potomci Sudy z Řenče a Doroty z Lipan: první polovina 17. století
Suda a Dorota měli dva syny, Jetřicha a Albrechta Šťastného. Oba byli členy Jednoty bratrské. Sudové z Řeneč se patrně zapojili v roce 1618 do povstání proti králi, v roce 1623 byli za to odsouzeni. Jejich účast není zcela objasněna, možná šlo jen o finanční podporu. V každém případě jim statky nebyly konfiskovány, takže jejich provinění nebylo posuzováno jako zásadní.
Albrecht. Dne 17. května 1617 koupil Jesenici. Nejsou doloženi žádní potomci.
Jetřich. V letech 1592–1638 měl v držení Orlici. 17. 6. 1624 si vzal vdovu Annu z Kobylího, s ní vyženil Morašice. Zemřel kolem roku 1638.

#### Zánik rodu Řenečských: druhá polovina 17. století
Jetřich neměl mužského potomka, takže jím rod po meči (tzn. v mužské linii) vymřel. Zůstala větev po přeslici, tzn. potomci dcery, která provdáním získala nové jméno a začala patřit do nové rodiny.
Dorota Anna Sudová z Řeneč, Jetřichova dcera, se narodila v roce 1625. V roce 1642 se vdala za Adama Mikuláše Vitanovského z Vlčkovic, jenž se v roce 1646 stal hejtmanem Hradeckého kraje. Manželé většinu času pobývali na orlické tvrzi. Patřilo jim ještě Uhersko, kam zavítali jen občas. Dorota Anna zemřela 13. května 1652 a byla pohřbena v lukavském kostele. Její manžel Adam Mikuláš Vitanovský zemřel o rok později, 29. dubna 1653.
Zůstaly po nich tři děti, z nichž byl patrně nejslavnější Hynek Jetřich Vitanovský z Vlčkovic.